# The Heartbroke Kid
The Heartbroke Kid (titulado El chico del corazón roto en España y El niño del corazón roto en Hispanoamérica) es un episodio perteneciente a la decimosexta temporada de la serie animada Los Simpson, emitido originalmente el 1 de mayo de 2005. El episodio fue escrito por Ian Maxtone-Graham y dirigido por Steve Dean Moore. Albert Brooks aparece por quinta vez en la serie, interpretando a Jacques y a Tab Spangler. En este episodio, Bart desarrolla obesidad por comer demasiadas golosinas, por lo que la familia decide internarlo en un campamento.

## Sinopsis
Todo comienza cuando el director Skinner busca una compañía de comestibles para firmar un contrato: la empresa instalaría máquinas surtidoras de sus productos en la escuela, y ésta obtendría la mitad de los ingresos percibidos por las máquinas. Después de mirar algunas alternativas, Skinner decide contratar a la empresa de Lindsay Naegle. Las máquinas con comida poco saludable son instaladas, y la mayoría de los estudiantes las usan (excepto Lisa, quien protesta por el alto contenido de azúcar de las golosinas expedidas por las máquinas), pero Bart es visto usando las máquinas más frecuentemente. 
Bart come grandes cantidades de dulces, papas fritas y gaseosas. Tres semanas después de la instalación de las máquinas, Bart engorda considerablemente. Esto se puede apreciar en un clip que representa la secuencia de presentación del programa, pero con Bart obeso: todo parece normal, excepto que Bart, en lugar de escribir alguna frase en la pizarra, saca un aperitivo de las máquinas expendedoras. Luego suena el timbre de la escuela, y Bart se va caminando. Tarda varios segundos en subir a su patineta. Mientras, lentamente, patina por la calle, su excesivo peso hace romper el suelo que está debajo de él. Además, al sujetarse de un farol para doblar una esquina de un salto sobre la patineta, su excesivo peso causa que el farol se tuerza hacia abajo, golpea a la gente, y se choca con el coche de Marge. Después, se ve a Homer aparcando su coche en el garaje de los Simpson. Bart salta sobre el techo del coche, hundiéndolo y haciendo caer a Homer. Luego, camina lentamente hacia su casa. Homer, Marge, Lisa y Maggie corren y se sientan en el sofá; Bart, sin embargo, llega tarde, tose y sufre un ataque cardíaco. 
Bart va a ver al Dr. Hibbert, quien le dice que una leche malteada, sacada sin duda de las máquinas de la escuela, había tapado las arterias de Bart, y que otras golosinas estaban dañando su hígado. Luego le informa a la familia que Bart es adicto a la comida basura y le pide a Marge que lo ponga a dieta. Sin embargo, Lisa descubre que Bart había estado escondiendo comida basura en las paredes, y la familia decide enviar a Bart a un campamento para que adelgace. Cuando Bart trata de huir del campamento, es atrapado por los encargados del mismo. Bart, entonces, termina allí con Apu, Rainier Wolfcastle (quien había sido visto engordando para una película), y Kent Brockman. Sin embargo, la estancia de Bart en el campamento era muy cara, por lo que la familia debe convertir su casa en un lugar de residencia para jóvenes para pagarla. 
En el campamento, Bart hace trampa, robando comida, por lo que el encargado del lugar lo lleva a su casa para que viese lo que su familia soportaba para pagar la estancia. Los estudiantes, alemanes, humillaban a la familia, haciendo bailar a Homer y obligando a Marge y a Lisa a limpiar desórdenes que habían sido causados a propósito. Luego, el encargado, Tab Spangler, le sugiere a Bart pelear contra su adicción, y él lo hace, destruyendo las máquinas expendedoras del colegio. Su adicción se acaba y, además, roba el dinero de las máquinas, lo cual lo usa para pagar su estancia en el campamento, echando luego a los alemanes de su casa. Tab Spangler dice que Bart todavía tenía tres semanas de tratamiento no reembolsables y sugiere que si otro de la familia quería ir con ellos, esa sería su oportunidad. Homer pregunta que quién necesita adelgazar, e inmediatamente menciona a Maggie, el abuelo e incluso a su medio hermano Herb Powell, pero obviamente es él quien termina yendo. El episodio termina cuando, en el coche de Tab, los dos discuten sobre la hamburguesa de queso que Homer está comiendo.